# Krzysztof Kijas
Krzysztof Kijas (ur. 11 marca 1987 w Częstochowie) – mistrz Polski i Czech w sportach motorowych.
Częstochowski zawodnik sportów samochodowych. Absolwent I Społecznego Liceum im. Zbigniewa Herberta STO w Częstochowie.  
Wspólnie z ojcem (również Krzysztofem) mają za sobą cztery lata startów w krajowym sporcie motorowym. Jest to jedyny team sportów motorowych który zasłynął z rodzinnego pokrewieństwa ojciec- syn. W sezonie 2006 reprezentanci Kijas Motorsport oprócz startów w Polsce, rywalizowali również na torach zagranicznych, a dokładniej w Międzynarodowych Wyścigowych Samochodowych Mistrzostwach Czech. Tam odnieśli sukces. Krzysztof Kijas Junior odniósł swój największy sukces w karierze, zostając Wyścigowym Mistrzem Czech w Dywizji 4 do 1600 cm³.

## Osiągnięcia
- 2004 - I miejsce - Mistrz Polski w DSMP - klasa do 1600cm³
- 2004 - I miejsce - Mistrz Polski w WSMP - klasa N-1600
- 2005 - I miejsce - Mistrz Polski w WSMP - klasa A-2000
- 2005 - IV miejsce - Klasa Narodowa
- 2006 - Międzynarodowy Wyścigowy Mistrz Czech - Dywizja 4 do 1600 cm³